# Arâches-la-Frasse
 Arâches-la-Frasse  es una población y comuna francesa, en la región de Auvernia-Ródano-Alpes, departamento de Alta Saboya, en el distrito de Bonneville y cantón de Cluses.

## Demografía
| 587 | 658 | 769 | 971 | 1383 | 1680 |
| Para los censos de 1962 a 1999 la población legal corresponde a la población sin duplicidades (Fuente: INSEE [Consultar]) |     |     |     |      |      |

## Lugares de interés
- La estación de esquí de Flaine está situada parcialmente en el territorio de esta comuna.

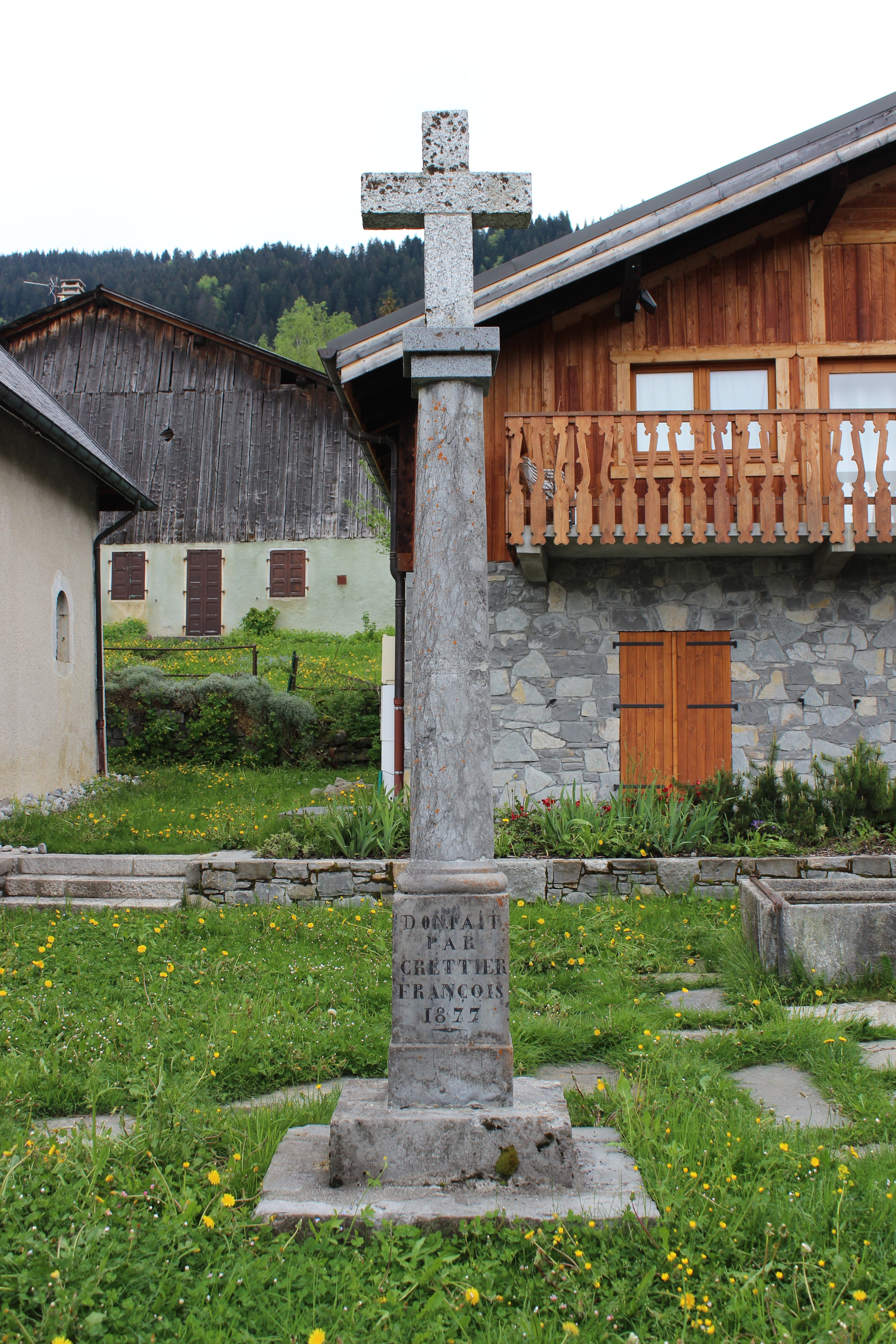
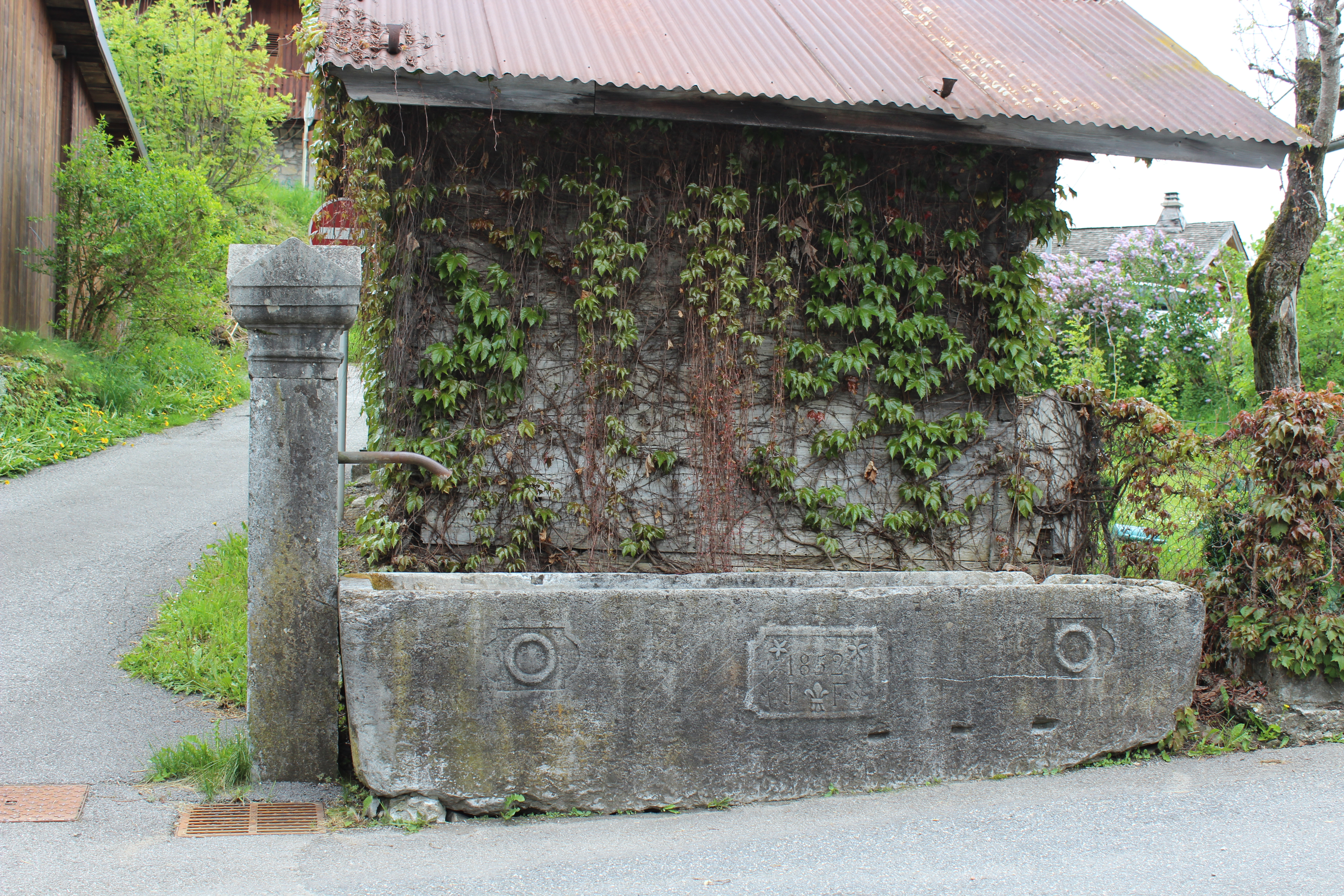
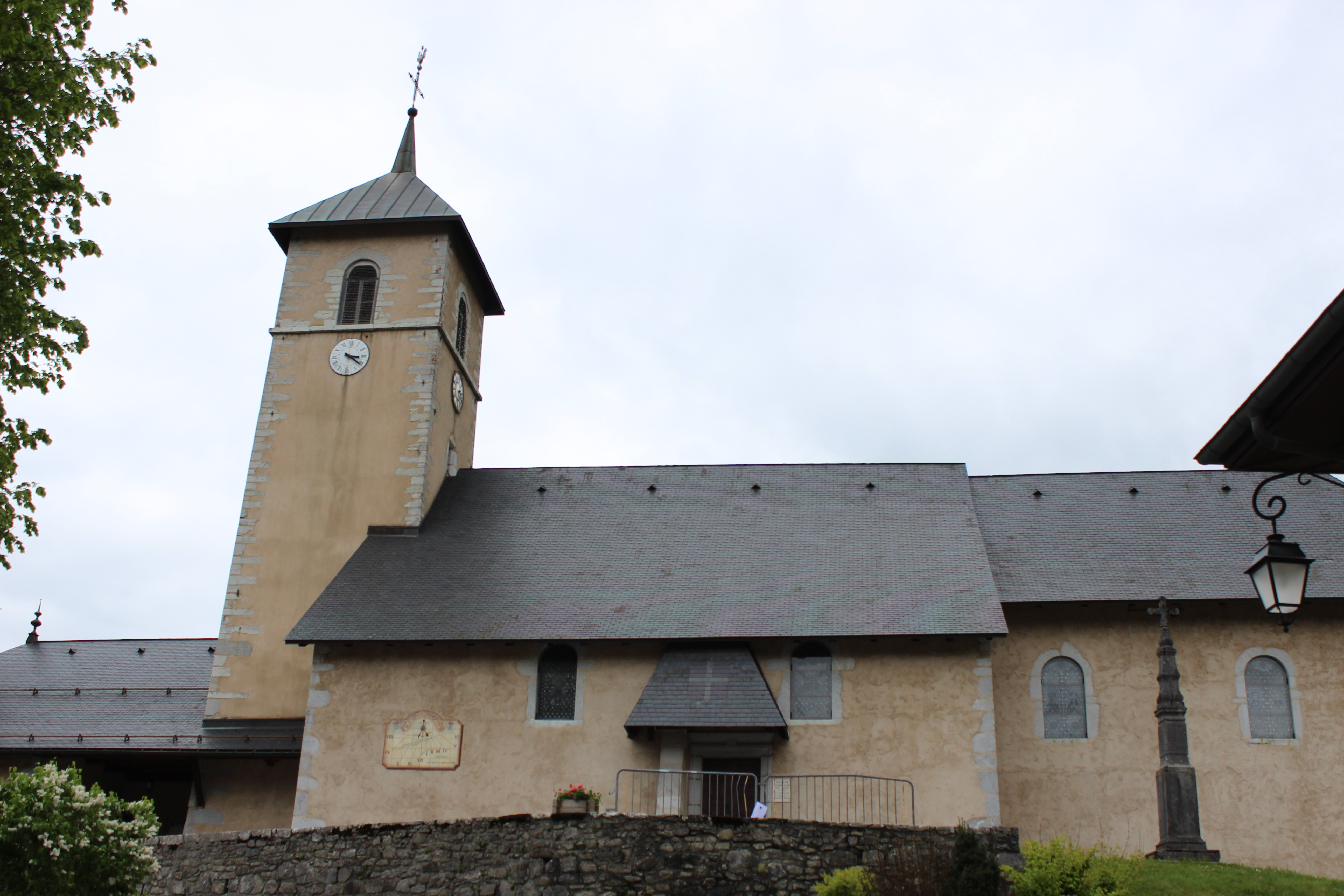
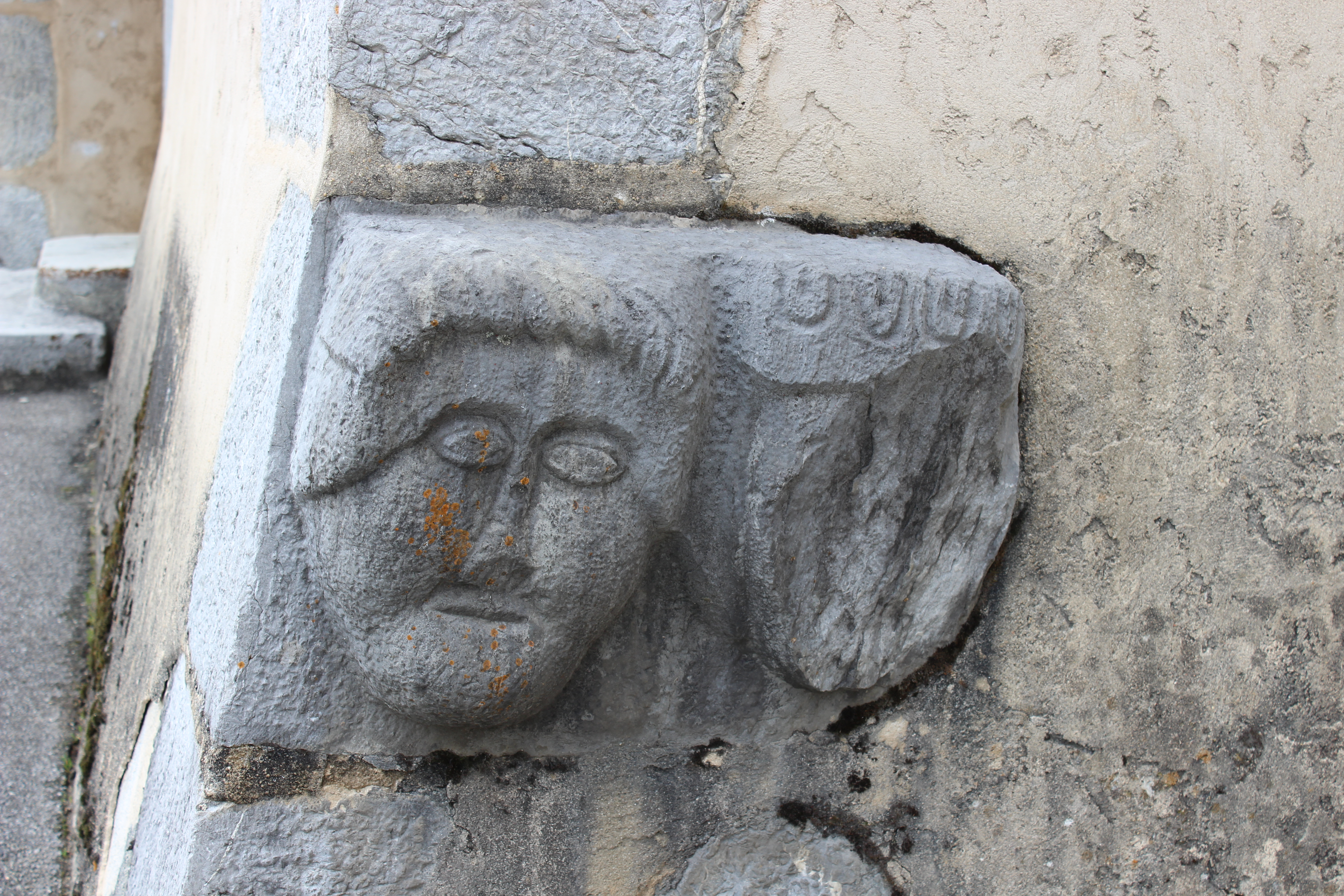
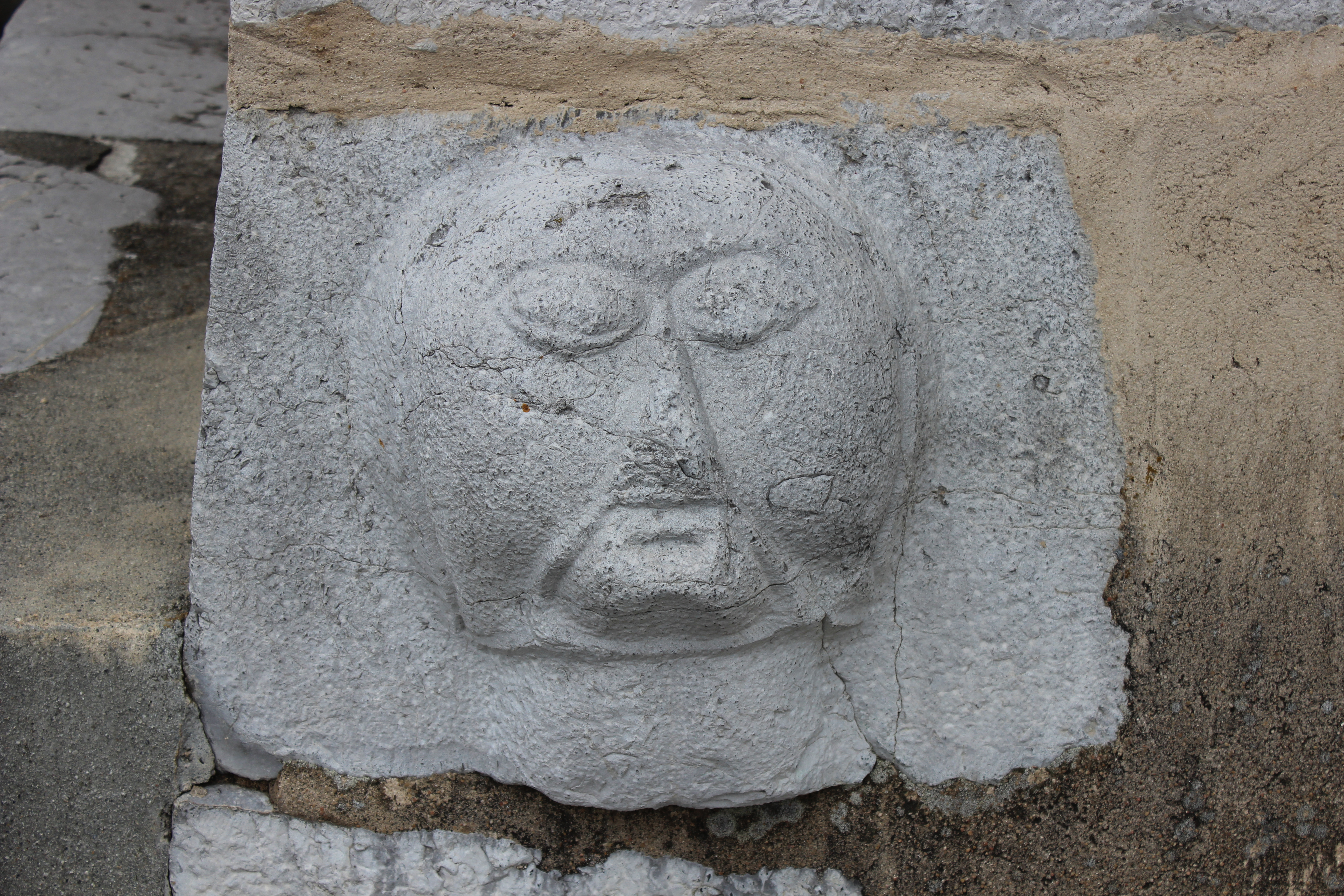